# Palystinae

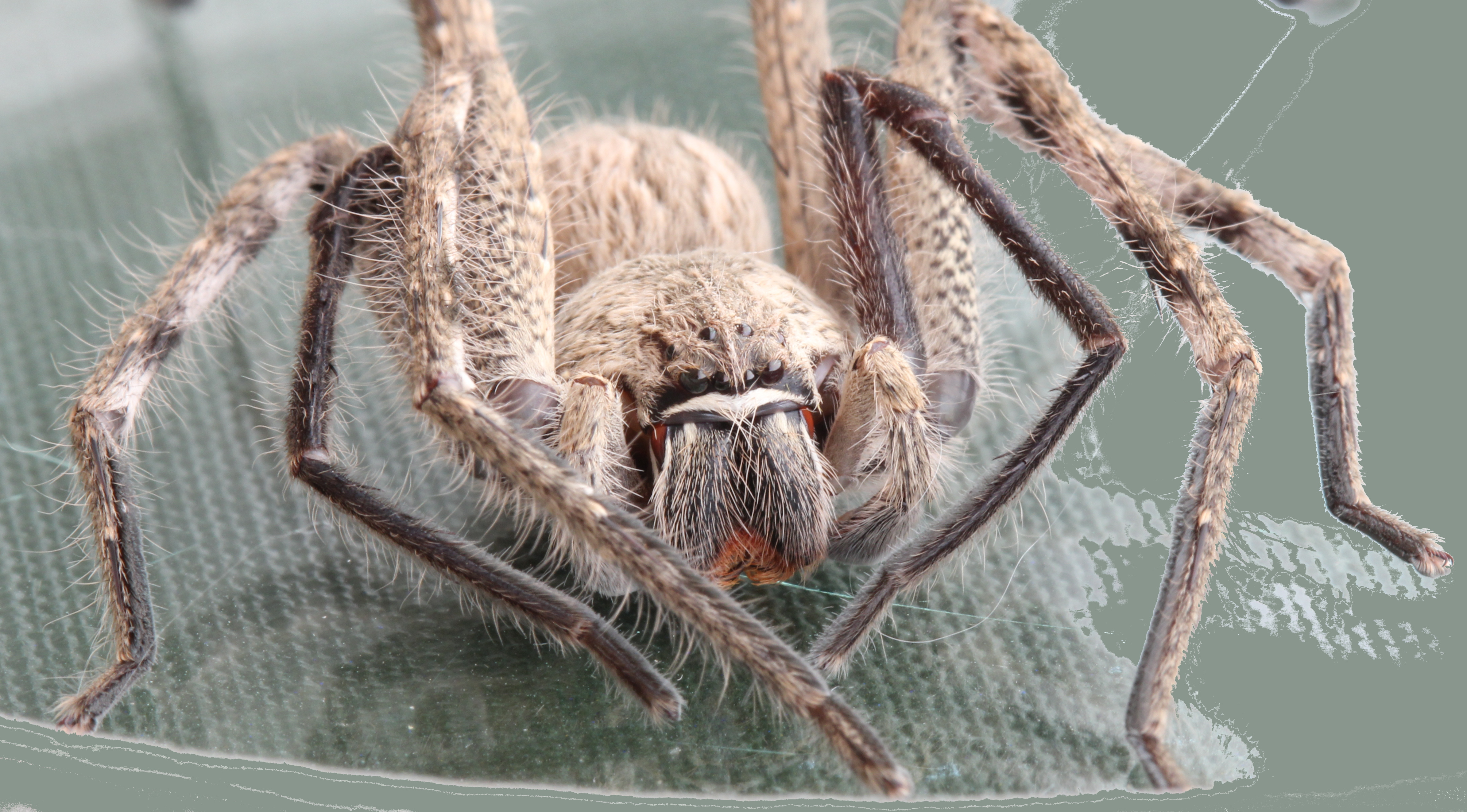
Samiec Palystes superciliosus

Palystinae – podrodzina pająków z infrarzędu Araneomorphae i rodziny spachaczowatych.

## Morfologia i zasięg
Pająki te mają na prosomie ośmioro oczu rozmieszczonych w dwóch rzędach. Oczy w rzędzie przednim leżą w widoku grzbietowym w jednej linii. Oczy pary przednio-środkowej są mniejsze niż te pary przednio-bocznej, zwrócone ku przodowi i nieco ku górze. W rzędzie tylnym odległości między oczami są równe. Oczy pary tylno-środkowej w widoku grzbietowym leżą na tej samej wysokości co oczy pary tylno-bocznej lub nieco bardziej z przodu. Średnica oczu pary tylno-środkowej jest większa lub równa średnicy oczu pary przednio-środkowej oraz równa średnicy oczu pary tylno-bocznej. Oczy pary tylno-bocznej są znacznie mniejsze niż pary przednio-bocznej. Szczękoczułki mają po trzy zęby na przednich i tylnych krawędziach bruzd. Na krawędziach tylnych są równe, a na przednich – rozmiarów zbliżonych do siebie. Na dnie bruzdy oskórek jest gładki, nie występują ząbki intermarginalne. Warga dolna jest szersza niż dłuższa i nisko osadzona. U większości rodzajów na sternum dominuje czarna pigmentacja. U obu płci odnóża wszystkich par mają jeden lub dwa kolce grzbietowe na goleniach. Samica ma płytkę płciową z odsłoniętą brzusznie przegrodą środkową oraz prostymi lub haczykowato zakrzywionymi przewodami nasiennymi. Nogogłaszczki samca miewają embolus od prostego do zakrzywionego o kąt 275°. Embolus ani przewody nasienne samicy nigdy nie zataczają u Palystinae pełnego koła.
Przedstawiciele podrodziny występują wyłącznie w krainie afrotropikalnej.

## Taksonomia
Takson ten wprowadzony został w 1897 roku przez Eugène’a Simona pod nazwą Palysteae, jako jedną z siedmiu grup podrodziny spachaczowatych w rodzinie aksamitnikowatych. Spachaczowate do rangi rodziny, a Sparianthinae do rangi podrodziny wyniósł w latach 1912–1914 Toivo Henrik Järvi. Jako jedna z ośmiu podrodziny spachaczowatych pająki te wyróżnione zostały w Systema Aranearum Aleksandra Pietrunkiewicza z 1928 roku. W 1996 roku Peter M.C. Croeser dokonał rewizji omawianej podrodziny. Monofiletyzm Palystinae potwierdzony został przez molekularne analizy filogenetyczne Ingi Agnarsson i Lindy S. Rayor z 2013 roku oraz
Majida Moradmanda, Axela L. Schönhofera i Petera Jägera z 2014 roku.
Do podrodziny tej zalicza się pięć rodzajów:
- Anchonastus Simon, 1898
- Palystes L. Koch, 1875
- Panaretella Lawrence, 1937
- Parapalystes Croeser, 1996
- Sarotesius Pocock, 1898